# Allergologie (Zeitschrift)
Allergologie ist eine wissenschaftliche Fachzeitschrift, die vom Dustri-Verlag veröffentlicht wird. Die Zeitschrift wurde 1978 gegründet und fusionierte 1991 mit der Zeitschrift Allergie und Immunologie, die 1955 in Leipzig unter dem Namen Allergie und Asthma gegründet wurde. Sie erscheint mit zwölf Ausgaben im Jahr. Es werden Arbeiten veröffentlicht, die sich mit Fragestellungen aus der Allergologie beschäftigen.
Der Impact Factor lag im Jahr 2014 bei 0,231. Nach der Statistik des ISI Web of Knowledge wird das Journal mit diesem Impact Factor in der Kategorie Allergologie an 24. Stelle von 24 Zeitschriften geführt.